# Matecznik (pszczelarstwo)
Matecznik – pojedyncza komórka w plastrze pszczelim przeznaczona do wychowu królowej matki.
Pszczoły budują matecznik na skraju plastra. Mateczniki są przez owady zgryzane po ich wykorzystaniu. Mateczniki cichej wymiany budowane są, gdy następuje wymiana matki pszczelej bez wydania roju, zaś mateczniki rojowe w przypadku rójki.